# Bluetooth protokoly
Bluetooth používá řadu počítačových protokolů. Následuje jejich seznam.

## L2CAP
L2CAP, je zkratkou Logical Link Control and Adaptation Protocol a je používán uvnitř Bluetooth rozhraní. Posílá síťové pakety na Host Controller Interface (HCI) nebo u nehostovaných systémů přímo na Link Manager.
L2CAP poskytuje následující funkce:
- Přenášení dat mezi různými vyššími protokoly.
- Rozdělování a znovu spojování paketů.
- Poskytuje jednotnou správu přenosu ke skupině jiných bluetooth přístrojů.
- Quality of service (QoS) správu kvality pro vyšší protokoly.

L2CAP je používán ke komunikaci pomocí ACL (Asynchronous Connectionless) linky. Spojení je vytvořeno po nastavení ACL linky.

## BNEP
BNEP je zkratkou pro Bluetooth Network Emulation Protocol, a je používán pro dopravu síťových packetů. Tento protokol je používán v PAN (Personal Area networking) profilech.

## RFCOMM
RFCOMM je zkráceninou Radio Frequency Communication. Bluetooth protokol RFCOMM je jednoduchou sadou přenosových protokolů, založených na L2CAP protokolech, poskytuje emulovaný RS-232 sériový port (až šedesát současných připojení bluetooth přístrojů). Protokol je založen na ETSI standard TS 07.10.
RFCOMM je někdy nazýván Serial Port Emulation. Bluetooth sériové porty jsou založeny na tomto protokolu.